# Imbas forosnai
L’Imbas forosnai, dans la mythologie celtique irlandaise, est une incantation magique réservée aux filid (druides) les plus élevés dans la hiérarchie druidique, les Ollamh. Ce rituel est décrit dans plusieurs textes mythiques, dont le Glossaire de Cormac et La Razzia des vaches de Cooley (Táin Bó Cúailnge).
Selon Christian-J. Guyonvarc'h, l’expression signifie « grande science qui illumine ». Le file mastique un morceau de viande rouge qu’il place ensuite sur une pierre en offrande aux dieux, puis il fait une incantation. Le lendemain, il doit refaire deux incantations, il place les paumes de ses mains sur ses joues et reste ainsi jusqu’à ce qu’il s’endorme.
Dans le cas de La Razzia des vaches de Cooley, l’opération n’est décrite que dans la version du Lebor na hUidre et prend la forme d’une prophétie. Medb, la reine du Connaught, se prépare à envahir l’Ulster quand elle rencontre une femme qui dit s’appeler Fedelm et venir d’Écosse, où elle a appris la « science des filid ». La reine, s’étant assuré que la femme connaît la science des illuminations, l’interroge sur l’issue de son aventure militaire. À trois reprises, Fedelm lui prédit la défaite, mais Medb refuse de croire la prophétie.
La pratique de l’Imbas forosnai aurait été interdite par saint Patrick lui-même.

## Sources et bibliographie
Récit mythologique :
- La Rafle des vaches de Cooley, récit celtique irlandais traduit de l'irlandais, présenté et annoté par Alain Deniel, L’Harmattan, Paris, 1997,  (ISBN 2-7384-5250-7).

## Romans
- Ksenia Kalugina: Imbas forosnai. In: ''Cemetry of White Roses'', Volume 1, 2012. Imbas forosnai